# Arum euxinum
Arum euxinum är en kallaväxtart som beskrevs av Robert Reid Mill. Arum euxinum ingår i Munkhättesläktet och i familjen kallaväxter. Inga underarter finns listade.